# Campionato asiatico maschile di pallamano 2010
Il Campionato asiatico maschile di pallamano 2010 è stata la 14ª edizione del torneo organizzato dalla Asian Handball Federation e rivolto a nazionali asiatiche di pallamano maschile. Il torneo si è svolto dal 6 al 19 febbraio 2010 in Libano, ospitato nella città di Beirut.
Il torneo ha visto l'affermazione della nazionale della Corea del Sud per l'ottava volta nella sua storia.

## Squadre partecipanti
- Arabia Saudita
- Cina
- Siria
- Iraq[1]
- Kuwait[1]
- Giappone
- Bahrein
- Corea del Sud
- Emirati Arabi Uniti
- Libano
- Iran
- Giordania

## Podio
| Pos. | Squadra       |
| ---- | ------------- |
| 1°   | Corea del Sud |
| 2°   | Bahrein       |
| 3°   | Giappone      |